# Faithless
Faithless é um projeto britânico de música eletrônica que mistura, basicamente, house, trip hop e trance, sendo um dos projetos mais particulares da cena dance não só pelas criações inigualáveis, pelos vocais mórbidos e falados do rapper e vocalista Maxi Jazz, como também por sua longevidade (fato não muito comum em projetos de dance music).
O principal sucesso do Faithless no Brasil é a faixa "Insomnia", lançada em 1998. Mas outras produções também auxiliaram na manutenção do grupo por tantos anos entre os grandes da cena dance, como "God Is A DJ", "Muhammed Ali", "Why Go" e "Not Going Home".
O projeto anunciou encerramento das atividades em março de 2011, chocando fãs pelo mundo, já que a durabilidade do projeto era mais um dos trunfos da cena dance e também pelo fato de o Faithless não ter projetos com formação e característica similares na cena internacional. A mensagem de despedida foi publicada no site oficial do grupo e assinada pelo vocalista Maxi Jazz, informando aos fãs que o último show do grupo aconteceria em 8 de abril, no palco do O2 Academy Brixton, em Londres.
O comunicado de Maxi Jaz sobre o fim do grupo trazia os seguintes dizeres: “Após 15 anos e seis álbuns, acho que já deixamos nossa marca coletivamente e é a hora de fechar o livro e devolvê-lo à biblioteca. Tivemos, com nossos fãs, a experiência mais inacreditável, épica e tocante, que durou muitos anos e dezenas de milhares de milhas. Felizes, nunca pensamos que isso duraria por tanto tempo"... "Quando se compõe uma canção, você sempre sabe quando ela está finalizada. Essa foi a turnê para dizer ‘muito obrigado e adeus’”.
O projeto contou, durante a existência de sua formação, com o rapper e vocalista Maxi Jazz, a tecladista e DJ Sister Bliss, e o produtor DJ Rollo, irmão da cantora Dido (que só se tornou famosa alguns anos depois do surgimento do Faithless, onde já participava de alguns vocais do grupo, mesmo sendo desconhecida).
O Faithless tem sete discos de estúdio lançados, tendo o último sido All Blessed, de 2020.
Maxi Jazz morreu no dia 24 de outubro de 2022, aos 65 anos.

## Singles
| 1995                                                                                    | "Insomnia"                          | 3   | 16 | 5  | 2  | 1  | 2  | 3  | 13 | 1  | 1  | Reverence                        |
| 1995                                                                                    | "Salva Mea"                         | 9   | —  | 9  | 32 | —  | 5  | 8  | 16 | 1  | 1  | Reverence                        |
| 1997                                                                                    | "Reverence"                         | 10  | —  | —  | —  | 15 | —  | —  | —  | —  | —  | Reverence                        |
| 1997                                                                                    | "Don't Leave"                       | 21  | —  | —  | —  | —  | 72 | —  | 76 | 38 | —  | Reverence                        |
| 1998                                                                                    | "God Is a DJ"                       | 6   | 37 | 9  | 4  | 6  | 2  | 11 | 3  | 2  | 1  | Sunday 8pm                       |
| 1998                                                                                    | "Take The Long Way Home"            | 15  | —  | 36 | 37 | —  | 56 | —  | 51 | 50 | 5  | Sunday 8pm                       |
| 1999                                                                                    | "Bring My Family Back"              | 14  | —  | —  | —  | —  | —  | —  | 59 | 39 | 17 | Sunday 8pm                       |
| 2001                                                                                    | "We Come 1"                         | 3   | —  | 29 | 9  | 4  | —  | 6  | 3  | 16 | 3  | Outrospective                    |
| 2001                                                                                    | "Muhammad Ali"                      | 29  | —  | —  | —  | —  | 87 | 43 | 55 | —  | 4  | Outrospective                    |
| 2001                                                                                    | "Tarantula"                         | 29  | 40 | —  | 49 | 18 | 92 | 42 | 53 | 89 | —  | Outrospective                    |
| 2002                                                                                    | "One Step Too Far" (featuring Dido) | 6   | 21 | —  | —  | —  | 48 | 8  | 47 | 51 | 4  | Outrospective                    |
| 2004                                                                                    | "Mass Destruction"                  | 7   | 43 | —  | 24 | —  | 63 | 18 | 39 | 43 | —  | No Roots                         |
| 2004                                                                                    | "I Want More"                       | 22  | —  | —  | 18 | —  | 81 | 30 | 6  | 96 | —  | No Roots                         |
| 2004                                                                                    | "Miss U Less, See U More"           | 106 | —  | —  | 48 | —  | 93 | —  | 50 | —  | —  | No Roots                         |
| 2005                                                                                    | "Why Go?" (featuring Estelle)       | 49  | —  | —  | —  | 18 | 90 | 24 | —  | —  | —  | Forever Faithless: Greatest Hits |
| 2005                                                                                    | "Insomnia" (2005 remix)             | 17  | —  | —  | —  | —  | 37 | 8  | 54 | 29 | —  | Forever Faithless: Greatest Hits |
| 2006                                                                                    | "Bombs"                             | 26  | —  | —  | 47 | 15 | —  | 45 | 84 | 74 | —  | To All New Arrivals              |
| 2007                                                                                    | "Music Matters"                     | 38  | —  | —  | —  | —  | —  | —  | —  | —  | —  | To All New Arrivals              |
| 2010                                                                                    | "Sun To Me"                         | —   | —  | —  | 23 | —  | —  | —  | —  | 39 | —  | The Dance                        |
| 2010                                                                                    | "Not Going Home"                    | 42  | —  | —  | 6  | —  | 63 | —  | 18 | —  | —  | The Dance                        |
| 2010                                                                                    | "Tweak Your Nipple"                 | —   | —  | —  | —  | —  | —  | —  | —  | —  | —  | The Dance                        |
| 2010                                                                                    | "Feelin' Good" (featuring Dido)     | 125 | —  | —  | —  | —  | —  | —  | —  | —  | —  | The Dance                        |
| "—" significa que o single não marcou presença no chart ou não foi lançado naquele país |                                     |     |    |    |    |    |    |    |    |    |    |                                  |

### Outros temas que entraram nas paradas
| 2009                                                                                     | "Drifting Away" | 98 | —  | Reverence |
| 2007                                                                                     | "I Won't Stop"  | —  | 37 |           |
| "—" significa que o single não marcou presença no chart ou não foi lançado naquele país. |                 |    |    |           |